# جان کمبل (دیپلمات)
سِر جان کمبل (به انگلیسی: John Campbell) (زادهٔ ۲۵ مه ۱۷۹۹ - درگذشته ۱۸۷۰) (دارای نشان‌های شوالیهٔ انجمن سلطنتی ولفی و شیر و خورشید) فرستادهٔ دولت بریتانیا به ایران در میان سال‌های ۳۵-۱۸۳۰ بود. در متون فارسی قدیمی نام او را گاهی جان کامبل هم نوشته‌اند.

## زندگینامه
سر جان نیکول رابرت کمبل در سال ۱۷۹۹ در بیملیپاتام در شهر مدرس هند به دنیا آمد. وی فرزند نخست سر رابرت کمبل و الیزابت پَسلی بود. او سه برادر کوچکتر نیز داشت. سر رابرت کمبل بازرگانی مشهوری در شهر مدرس هند بود که توانست تا حد ریاست کمپانی هند شرقی برسد.
جان در ۱۸۱۸ به یگان سواره‌نظام مدرس پیوست. هنگامی که به درجهٔ ستوانی رسید در ۵ آوریل ۱۸۲۰ به آجودانی سر جان ملکم انتخاب شد. در همین درجه بود که به عنوان دستیار فرستاده کمپانی هند شرقی به ایران انتخاب شد و بعدها نقش مترجم فارسی را برای فرماندهان ارتش بر عهده گرفت.
جان کمبل در ۲۵ مارس ۱۸۲۸ با گریس الیزابت بینبریج در لندن ازدواج کرد. از آن‌ها دو فرزند به نام‌های گیلبرت ادوارد و هلن آنِت به جای ماند. 

## کمبل در ایران
کمبل در گروهان دوم سواره مَدرَس به درجه سروانی رسید و تا پایان عمر در همین درجه باقی ماند. در سال ۱۸۲۶ میلادی همراه با هیئت دیپلماتیک سر جان مکدونالد کینر در مقام دبیر دوم به ایران اعزام شد. وی در طول جنگ ایران و روس (۱۸۲۶–۱۸۲۸) نقش رابط میان مکدونالد و عباس‌میرزا نایب‌السلطنه را داشت. کمبل یکی از افرادی بود که باعث عقد پیمان صلح بین دو کشور شدند.

### جانشینی مکدونالد
سر جان مکدونالد در سال ۱۸۳۰ میلادی هنگام مأموریت در ایران درگذشت. کمبل به طور خودکار در همان زمان به عنوان کاردار موقت جایگزین شد و حکم او در ۲۰ ژوئیه ۱۸۳۱ از سوی کمپانی تأیید گردید. او در ۲۵ مارس ۱۸۳۲ حکم کارداری هیئت بریتانیایی در ایران را دریافت کرد. وی به سرعت لابی‌گری برای جانشینی مقام مکدونالد را آغاز کرد و در نهایت توانست بر رقیب خود، هنری ویلوک که در آن زمان در لندن بود پیروز شود. نفوذ پدرش به نام سر رابرت کمبل که تنها یک سال بعد به مقام ریاست دیوان مدیران کمپانی هند شرقی در لندن رسید هم در انتخاب وی تأثیر داشت. کمبل در اعمال سیاست‌های خود دچار نوسان بود به طوری که در ابتدا با دیدگاه دولت بریتانیا مبنی بر این که امپراتوری روسیه خطر بزرگی برای کمپانی هند شرقی است مخالفت می‌کرد. او حتی در سال ۱۸۳۱ یک یگان نظامی بریتانیا را همراه با عباس‌میرزا برای سرکوب یاغیان خراسان اعزام کرد. دیدگاه غالب بین سیاستمداران بریتانیایی در آن زمان این بود که ایران بواسطهٔ عقد قرارداد ترکمانچای با امپراتوری روسیه، هم‌پیمان با روس‌ها است، از این رو مایل نبودند نفوذ ایران در شرق توسعه پیدا کند تا حکومتشان بر هند در خطر نیفتد. کمبل کمتر از یک سال بعد موضع خود را تغییر داد. از نامه‌های وی مشخص است که از این زمان به بعد وی نفوذ روزافزون روسیه در ایران را تهدید بزرگی تلقی می‌کرده است.
یکی از عادات دربار ایران در عهد قاجار این بود که از سفرای خارجی برای شاه و سایر درباریان هدیه دریافت می‌گردید. در زمان کمبل بودجه‌ای که کمپانی هند شرقی برای این کار در نظر گرفته بود به شدت افت کرد به حدی که حتی در پرداخت حقوق و مخارج کمبل نیز دچار مشکل شدند. از این رو وی تنها توانست ۲٬۰۰۰ تومان به شاه هدیه دهد که در مقایسه با هدیهٔ جان مک‌دونالد بسیار کمتر بود. شاه از این مسأله بسیار ناراحت شد و این طور برداشت کرد که اهمیت وی برای انگلیسی‌ها کم شده است. 
وزرای شاه به کمبل توصیه کردند هدایای بیشتری عرضه کند. او در نهایت یک تفنگ و یک لوستر شیشه‌ای نیز به شاه عرضه کرد. این هدایا وضع را بهتر نکردند. از نظر کمبل کمبود هدایایی که هیئت بریتانیایی به دربار ایران عرضه کرد از جمله مهم‌ترین دلایل کاهش نفوذ بریتانیا در این زمان بوده است.
شاه ایران نیز دو شمشیر به کمبل هدیه داده بود که انگلیسی‌ها بهای آن را ۲۰۰ دوکات یا ۸۰ پوند تعیین کردند.
جان کمبل در ۱۵ دسامبر ۱۸۳۲ حکم شوالیه گرفت و در سال ۱۸۳۴ توسط دولت بریتانیا به رتبهٔ قنسول ژنرال مختار رسید. در این مقام وی تلاش کرد تا راه تجاری بین ایران و ترابوزان را ایجاد نماید. او کوشید با فتحعلی‌شاه قاجار بر سر یک پیمان تجاری به توافق برسد اما مذاکرات مربوطه به دلیل تعلل بریتانیایی‌ها بر سر تعیین قنسول‌ها ناتمام ماند.

### کمک به محمدشاه قاجار
کمبل پس از مرگ فتحعلی‌شاه در ۲۳ اکتبر ۱۸۳۴ نقش مؤثری در انتقال قدرت به نوهٔ او یعنی محمدمیرزا ایفا کرد. عباس‌میرزا پدر محمدمیرزا پیش از فتحعلی‌شاه مرده بود و نیروهای اعزامی بریتانیایی که در نوامبر ۱۸۳۳ به ایران رسیده بودند تا به جلوس وی بر تخت پادشاهی حمایت کنند، به آذربایجان رفتند تا نیروهای وارث عباس‌میرزا را آموزش دهند. با این حال هنگامی که فتحعلی‌شاه درگذشت، محمدشاه هنوز آمادهٔ قشونکشی به سمت دو رقیبش در شیراز و تهران نبود. در این زمان کمبل با آگاهی از این که روس‌ها به محمدمیرزا پیشنهاد داده بودند که نیروهایشان وی را تا تهران همراهی کنند، نیروهای خود را برای همراهی با محمدمیرزا به تبریز برد. در روز دهم نوامبر یعنی کمتر از سه روز پس از رسیدن خبر مرگ شاه به تبریز، نیروهای ایرانی به فرماندهی افسران بریتانیایی به سمت تهران حرکت می‌کنند. کمبل به غیر از اعزام نیروهای انگلیسی، ۳۰ هزار پوند استرلینگ (و به‌قولی ۲۰ هزار پوند) نیز به نیروهای محمدمیرزا پرداخت تا تخت پادشاهی را برای وی تضمین کند. گفته می‌شود هر کدام از سربازان ۳ تومان دریافت کرده بودند.
آن‌ها به فرماندهی سر هنری بوتون در روز ۲۴ نوامبر ۱۸۳۳ از تبریز خارج شدند. شاه نیز به همراه نمایندگان بریتانیا و روسیه جلو افتادند. در راه درگیری‌هایی با سربازان وابسته به شاهزاده علی میرزا ظل‌السلطان (عادل‌شاه) که مدعی سلطنت در تهران شده بود در گرفت. تمام این درگیری‌ها به نفع محمدشاه تمام شد. شاه به عادل‌شاه امان‌نامه داد و دو سفیر برای ضمانت آن را امضا کردند.
جان کمبل برای راضی کردن سربازان مقابل به تسلیم، به همراه فرمانده نیروهای انگلیسی پیش تاخت و موفق شد تا آن‌ها را به تسلیم راضی کند. شاه به همراه نیروهای خود در ۲۰ دسامبر ۱۸۳۳ (۲۹ آذر ۱۲۱۲ خورشیدی) وارد تهران شد. در روز تاج‌گذاری شاه پس از ختم مراسم با سفرای خارجی خلوت کرده و از نمایندهٔ بریتانیا تشکر می‌کند و می‌گوید که «انگلیسی‌ها دوستان خوبی هستند.»
در ۱۲ اکتبر ۱۸۳۵ نشان افتخار درجه دوم شیر و خورشید از دربار ایران دریافت کرد و در ۲۹ ژوئیه ۱۸۳۶ مجوز نصب نشان درجه یک شیر و خورشید را هم دریافت کرد.

## بازگشت به انگلستان
پس از بازگشت جان کمبل به انگلستان، هیوم از وی در مجلس عوام تجلیل کرد اما لرد پالمرستون وی را عزل نمود و هیئتی به ریاست سر هنری الیس برای تبریک تاجگذاری شاه به ایران فرستاد. در واقع جان کمبل نمایندهٔ کمپانی هند شرقی در ایران بود و الیس از سوی دولت بریتانیا به سوی محمدشاه فرستاده شد. سر جان کمبل در سال ۱۸۳۵ گزارشی تحت عنوان «گزارشی از امور ایران» تهیه کرد.
کمبل در طول مأموریت خود دچار بیماری چشمی شده بود به حدی که یکی از چشمان او کور شد و نزدیک بود چشم دیگر را هم از دست بدهد. پس از پایان ناگهانی مأموریت کمبل در ایران وی باید به مدرس که یگان نظامی او بود باز می‌گشت اما مشکلی که برای چشم‌های وی پیش آمد مانع از آن شد و وی به بریتانیا بازگشت. پس از بازگشت به بریتانیا، مرکز کمپانی هند شرقی در لندن در تاریخ ۳۰ نوامبر ۱۸۳۶ برای وی یک مستمری ۴۰۰ پوندی سالانه در نظر گرفت. وی در سال ۱۸۷۰ در آلمان درگذشت.

## شخصیت
در مورد وی گفته شده که علیرغم زیبایی منظر، شخصیتی غیرجذاب، پرخاشگر و غیرقابل اعتماد داشته است. جان مک‌نایل که دستیار ارشد کمبل بود وی را مردی می‌دانست که «برای قوای عقلی وی هیچ همتایی... و برای اخلاقیاتش هیچ احترامی قائل نیستند... قوهٔ رازداری وی ضعیف و اعتماد به او سخت است.» ایرانی‌ها هم هیچ احترامی برایش قائل نبودند به حدی که با شدیدترین لحن از رفتار او به وزارت خارجه بریتانیا شکایت کردند.
| پیشین: جان مکدونالد | نمایندهٔ بریتانیا در ایران ۱۸۳۰–۱۸۳۵ | پسین: جان مک‌نایل |